# 宿屋光則
宿屋 光則（やどや みつのり）は、鎌倉時代中期の武士。北条氏得宗家被官である御内人。

## 略歴
『吾妻鏡』では、弘長3年11月22日（1263年12月24日）、北条時頼の臨終の際、最後の看病を許された得宗被官7人の中の一人に挙げられる。この時には既に出家していた。
光則は日蓮との関わりが深く、文応元年7月16日（1260年8月24日）、日蓮が「立正安国論」を時頼に提出した際、寺社奉行として日蓮の手から時頼に渡す取次ぎを担当している。また、日蓮の書状には文永5年8月21日（1268年9月29日）、10月11日 （1268年11月16日）にも北条時宗への取次ぎを依頼する書状を送るなど、宿屋入道の名前で度々登場している。同8年（1271年）、日蓮が捕縛されると、日朗、日真、四条頼基の身柄を預かり、自身の屋敷の裏山にある土牢に幽閉した。日蓮との関わりのなかで光則はその思想に感化され、日蓮が助命されると深く彼に帰依するようになり、自邸を寄進し、日朗を開山として光則寺を建立した。